# Pseudoeurycea rubrimembris
Espèce
Synonymes
- Bolitoglossa cephalica rubrimembris Taylor & Smith

Pseudoeurycea rubrimembris est une espèce d'urodèles de la famille des Plethodontidae.

## Répartition
Cette espèce est endémique du Mexique.

## Publication originale
- Taylor & Smith, 1945 : Summary of the collections of amphibians made in México under the Walter Rathbone Bacon traveling scholarship. Proceedings of the United States National Museum, vol. 95, p. 521-613 (texte intégral).